# Axel (Pays-Bas)
Pour les articles homonymes, voir Axel.
Axel (en néerlandais : Axel, zélandais : Aksel) est une ville néerlandaise dans la commune de Terneuse, située dans la province de la Zélande. Jusqu'en 2003, Axel était une commune indépendante.
En 2013, la ville d'Axel comptait 8 149 habitants. Ses habitants sont appelés des Axelois.

## Histoire

### Moyen Âge
La première mention de la ville d'Axel est en 991.

## Culture et patrimoine

### Lieux d'intérêt
- Le Stadsmolen (moulin à vent) dont la restauration a duré 2 ans [1]
- Le Watertoren Axel (château d'eau) construit en 1936, ouvert au public.